# Daïras de la wilaya de Mila
La wilaya de Mila compte 13 daïras.

## Liste des daïras Mila
Le tableau suivant donne la liste des daïras de la wilaya de Mila, en précisant pour chaque daïra : le nombre de communes, sa population, sa superficie et les communes qui la composent

1. Mila
2. Chelghoum Laid
3. Ferdjioua
4. Grarem Gouga
5. Oued Endja
6. Rouached
7. Terrai Bainen
8. Tassadane Haddada
9. Aïn Beida Harriche
10. Sidi Merouane
11. Teleghma
12. Bouhatem
13. Tadjenanet

| Daïra              | Nombre de communes | Communes                                         | Superficie (km²) | Population (hab.) |
| ------------------ | ------------------ | ------------------------------------------------ | ---------------- | ----------------- |
| Mila               | 3                  | Mila, Sidi Khelifa, Aïn Tine                     | 214,39           | 81 578            |
| Chelghoum Laïd     | 3                  | Chelghoum Laid, Aïn Mellouk, Oued Athmania       | 654,05           | 137 448           |
| Ferdjioua          | 2                  | Ferdjioua, Yahia Beni Guecha                     | 115,26           | 61 977            |
| Grarem Gouga       | 2                  | Grarem Gouga, Hamala                             | 204,2            | 53 275            |
| Oued Endja         | 3                  | Oued Endja, Zeghaia, Ahmed Rachedi               | 206,21           | 53 196            |
| Rouached           | 2                  | Rouached, Tiberguent                             | 145,46           | 36 368            |
| Terrai Bainen      | 3                  | Terrai Bainen, Amira Arrès, Tessala Lemtaï       | 224,7            | 58 380            |
| Tassadane Haddada  | 2                  | Tassadane Haddada, Minar Zarza                   | 163,8            | 39 913            |
| Aïn Beida Harriche | 2                  | Aïn Beida Harriche, Elayadi Barbes               | 126,76           | 27 472            |
| Sidi Merouane      | 2                  | Sidi Merouane, Chigara                           | 84,94            | 37 749            |
| Teleghma           | 3                  | Teleghma, Oued Seguen, El Mechira                | 535,44           | 74 255            |
| Bouhatem           | 2                  | Bouhatem, Derrahi Bousselah                      | 228              | 30 290            |
| Tadjenanet         | 3                  | Tadjenanet, Benyahia Abderrahmane, Ouled Khalouf | 573,92           | 74 984            |